# Magnus Larsson
Per Henrik Magnus Larsson  (Olofström, 25 de março de 1970) é um ex-tenista profissional sueco.

## ATP Tour finais

### Simples: 15 (7 títulos - 8 vices)
| Resultado | N. | Data | Campeonato              | Piso     | Oponente            | Placar                       |
| --------- | -- | ---- | ----------------------- | -------- | ------------------- | ---------------------------- |
| Campeão   | 1. | 1990 | Florence, Itália        | Saibro   | Lawson Duncan       | 6–7, 7–5, 6–0                |
| Vice      | 1. | 1990 | Båstad, Suécia          | Saibro   | Richard Fromberg    | 2–6, 6–7(5-7)                |
| Campeão   | 2. | 1992 | Copenhague, Dinamarca   | Carpete  | Anders Järryd       | 6–4, 7–6(7-5)                |
| Campeão   | 3. | 1992 | Munich, Alemanha        | Saibro   | Petr Korda          | 6–4, 4–6, 6–1                |
| Campeão   | 4. | 1994 | Zaragoza, Espanha       | Carpete  | Lars Rehmann        | 6–4, 6–4                     |
| Vice      | 2. | 1994 | Halle, Alemanha         | Grama    | Michael Stich       | 4–6, 6–4, 3–6                |
| Campeão   | 5. | 1994 | Toulouse, França        | Duro (i) | Jared Palmer        | 6–1, 6–3                     |
| Vice      | 3. | 1994 | Antwerp, Bélgica        | Carpete  | Pete Sampras        | 6–7(5-7), 4–6                |
| Campeão   | 6. | 1994 | Grand Slam Cup, Munique | Carpete  | Pete Sampras        | 7–6(8-6), 4–6, 7–6(7-5), 6–4 |
| Vice      | 4. | 1995 | Doha, Qatar             | Duro     | Stefan Edberg       | 6–7(4-7), 1–6                |
| Vice      | 5. | 1995 | Barcelona, Espanha      | Saibro   | Thomas Muster       | 2–6, 1–6, 4–6                |
| Vice      | 6. | 1996 | Toulouse, França        | Duro (i) | Mark Philippoussis  | 1–6, 7–5, 4–6                |
| Vice      | 7. | 1998 | Halle, Alemanha         | Grama    | Yevgeny Kafelnikov  | 4–6, 4–6                     |
| Campeão   | 7. | 2000 | Memphis, EUA            | Duro (i) | Byron Black         | 6–2, 1–6, 6–3                |
| Vice      | 8. | 2000 | Copenhague, Dinamarca   | Duro (i) | Andreas Vinciguerra | 3–6, 6–7(5-7)                |

### Duplas: 8 (6 títulos - 2 vices)
| Resultado | N. | Data | Torneio                 | Piso     | Parceiro          | Oponentes                        | Placar        |
| --------- | -- | ---- | ----------------------- | -------- | ----------------- | -------------------------------- | ------------- |
| Campeão   | 1. | 1991 | Florence, Itália        | Saibro   | Ola Jonsson       | Juan Carlos Báguena Carlos Costa | 3–6, 6–1, 6–1 |
| Campeão   | 2. | 1992 | Copenhagen, Dinamarca   | Carpete  | Nicklas Kulti     | Hendrik Jan Davids Libor Pimek   | 6–3, 6–4      |
| Campeão   | 3. | 1994 | Monte Carlo, Mônaco     | Saibro   | Nicklas Kulti     | Yevgeny Kafelnikov Daniel Vacek  | 3–6, 7–6, 6–4 |
| Campeão   | 4. | 1995 | Doha, Qatar             | Duro     | Stefan Edberg     | Andrei Olhovskiy Jan Siemerink   | 7–6, 6–2      |
| Vice      | 1. | 1995 | Aberto da França, Paris | Saibro   | Nicklas Kulti     | Jacco Eltingh Paul Haarhuis      | 7–6, 4–6, 1–6 |
| Campeão   | 5. | 1997 | Marseille, França       | Duro (i) | Thomas Enqvist    | Olivier Delaître Fabrice Santoro | 6–3, 6–4      |
| Vice      | 2. | 1997 | Båstad, Suécia          | Saibro   | Magnus Gustafsson | Nicklas Kulti Mikael Tillström   | 0–6, 3–6      |
| Campeão   | 6. | 1998 | Båstad, Suécia          | Saibro   | Magnus Gustafsson | Lan Bale Piet Norval             | 6–4, 6–2      |